# 2015 у музиці
Ця стаття присвячена музичним подіям 2015 року.

## Пам'ятні дати
- 1 січня — 90 років від дня народження композитора Веніаміна Юхимовича Баснера (1925—1996).
- 1 січня — 80 років від дня народження української співачки Лариси Іванівни Остапенко (1935—2010).
- 2 січня — 90 років від дня народження співачки Ірини Костянтинівни Архипової (1925—2010).
- 2 січня — 125 років від дня народження українського співака Михайла Теодоровича Голинського (1890—1973).
- 2 січня — 90 років від дня народження українського і польського композитора, педагога Анджея Нікодемовича (1925).
- 3 січня — 120 років від дня народження композитора Бориса Миколайовича Лятошинського (1895—1968).
- 3 січня — 35 років від дня смерті хормейстера та педагога Олександра Васильовича Свєшнікова (1890—1980).
- 4 січня — 15 років від дня смерті композітра Костянтина Олександровича М'яскова (1921—2000).
- 5 січня — 200 років від дня народження українського письменника, актора, співака, композитора Степана Даниловича Карпенка (1815—1886).
- 5 січня — 135 років від дня народження композитора Миколи Карловича Метнера (1880—1951).
- 6 січня — 10 років від дня смерті співака Бориса Тимофійовича Штоколова (1930—2005).
- 7 січня — 20 років від дня смерті співачки Галини Олександрівни Ковальової (1932—1995).
- 7 січня — 120 років від дня народження українського композитора і хорового диригента Антона Дмитровича Лебединця (1895—1979).
- 7 січня — 80 років від дня народження композитора Альберта Олександровича Пресленєва.
- 8 січня — 105 років від дня народження балерини Галини Сергіївни Уланової (1910—1998).
- 10 січня — 115 років від дня народження піаністки та педагога Регіни Самійлівни Горовиць (1900—1984).
- 10 січня — 70 років від дня народження британського рок-музиканта, співака і автора пісень Рода Стюарта (1945).
- 11 січня — 140 років від дня народження композитора Рейнгольда Моріцевича Глієра (1875—1956).
- 12 січня — 120 років від дня народження скрипаля Мирона Борисовича Полякера (1895—1941).
- 12 січня — 110 років від дня народження співачки Дебори Яківни Пантофель-Нечецької (1905—1998).
- 12 січня — 15 років від дня смерті композитора Євгена Олександровича Глібова (1929—2000).
- 14 січня — 110 років від дня народження музикознавця Михайла Семеновича Друскіна (1905—1991).
- 15 січня — 70 років від дня народження композитора Максима Ісааковича Дунаєвського (1945).
- 17 січня — 110 років від дня народження композитора Йосипа Яковича Пустильника (1905—1991).
- 17 січня — 70 років від дня народження композитора Івана Федоровича Карабиця (1945—2002).
- 18 січня — 180 років від дня народження композитора Цезаря Антоновича Кюї (1835—1918).
- 20 січня — 15 років від дня смерті співачки Ізабелли Данилівни Юр'євої (1899—2000).
- 20 січня — 80 років від дня народження української співачки Джульєтти Антонівни Якубович (1935).
- 26 січня — 105 років від дня народження композитора Оскара Ароновича Сандлера (1910—1981).
- 27 січня — 80 років від дня народження українського і білоруського співака Зиновія Йосиповича Бабія (1935—1984).
- 27 січня — 130 років від дня народження композитора Джерома Керна (1885—1945).
- 28 січня — 80 років від дня народження українського композитора Леоніда Олександровича Грабовського (1935).
- 30 січня — 115 років від дня народження композитора Ісаака Осиповича Дунаєвського (1900—1955).
- 30 січня — 85 років від дня народження композитора Марка Веніаміновича Кармінського (1930—1995).
- 2 лютого — 140 років від дня народження композитора Фріца Крейслера (1875—1962).
- 2 лютого — 60 років від дня народження музикознавця Любові Олександрівни Кияновської.
- 4 лютого — 70 років від дня народження композитора Полада Бюльбюльогли.
- 6 лютого — 70 років від дня народження ямайського співака, музиканта, виконавця музики регбі Боба Марлі (1945—1981).
- 10 лютого — 80 років від дня народження композитора Олександра Петровича Аверкіна (1935—1995).
- 11 лютого — 5 років від дня смерті співачки Ірини Костянтинівни Архипової (1925—2010).
- 11 лютого — 25 років від дня смерті співачки Галини Олексіївни Карєвой (1929—1990).
- 12 лютого — 120 років від дня народження композитора Віктора Миколайовича Трамбицького (1895—1970).
- 12 лютого — 80 років від дня народження співачки Гюлі Миколаївни Чохелі.
- 13 лютого — 150 років від дня народження українського музикознавця, педагога, композитора Григорія Львовича Любомирського (1865—1937).
- 14 лютого — 100 років від дня народження співачки Марії Миколаївни Мордасової (1915—1997).
- 15 лютого — 125 років від дня народження музикознавця, педагога, композитора Семена Семеновича Богатирьова (1890—1960).
- 16 лютого — 130 років від дня народження української драматичної акторки і співачки Зінаїди Сергіївни Рибчинської (1885—1964).
- 16 лютого — 90 років від дня народження композитора Євгена Павловича Родигіна.
- 18 лютого — 360 років від дня народження італійського скрипкового майстра П'єтро Джованні Гварнері (1655—1720).
- 18 лютого — 80 років від дня народження композитора Геннадія Ігоровича Гладкова (1935).
- 18 лютого — 50 років від дня смерті композитора Василя Миколайовича Ліпатова (1897—1965).
- 18 лютого — 30 років від дня смерті композитора Жарковського Євгена Еммануїловича (1906—1985).
- 19 лютого — 35 років від дня смерті вокаліста групи AC/DC Бона Скотта (1946—1980)
- 21 лютого — 90 років від дня народження композитора Ігоря Наумовича Шамо (1925—1982).
- 22 лютого — 205 років від дня народження композитора Фридерика Шопена (1810—1849).
- 23 лютого — 70 років від дня народження співачки Вероніки Петрівни Круглової.
- 23 лютого — 90 років від дня народження української співачки і педагога Єлизавети Іванівни Чавдар (1925—1989).
- 24 лютого — 90 років від дня народження співачки Любові Василівни Попової.
- 25 лютого — 110 років від дня народження українського балетмейстера Павла Павловича Вірського (1905—1975).
- 26 лютого — 95 років від дня народження композитора Михайла Олександровича Меєровича (1920—1993).
- 1 березня — 160 років від дня народження української народної співачки Явдохи Зуїхи (1855—1935).
- 2 березня — 115 років від дня народження композитора Курта Вайля (1900—1950).
- 4 березня — 200 років від дня народження українського композитора, хорового диригента Михайла Михайловича Вербицького (1815—1870).
- 4 березня — 90 років від дня народження французького композитора, аранжувальника і диригента Поля Моріа (1925—2006).
- 7 березня — 140 років від дня народження композитора Моріса Жозефа Равеля (1875—1937).
- 9 березня — 140 років від дня народження хормейстера, композитора Олексія Степановича Глуховцева (1875–?).
- 10 березня — 140 років від дня народження композитора та піаніста Олександра Борисовича Гольденвейзера (1875—1961).
- 11 березня — 160 років від дня народження композитора Анатолія Костянтиновича Лядова (1855—1914).
- 11 березня — 45 років від дня смерті органіста Ісайї Олександровича Браудо (1896—1970).
- 17 березня — 20 років від дня смерті співака Володимира Абрамовича Бунчикова (1902—1995).
- 18 березня — 45 років від дня смерті композитора Льва Михайловича Пульвера (1883—1970).
- 19 березня — 85 років від дня народження співака Бориса Тимофійовича Штоколова (1930—2005)
- 20 березня — 100 років від дня народження піаніста Святослава Теофіловича Ріхтера (1915—1997).
- 20 березня — 100 років від дня народження композитора Володимира Михайловича Юровського (1915—1972).
- 20 березня — 65 років від дня народження співачки Лариси Василівни Кандалової (1950—2007).
- 21 березня — 330 років від дня народження композитора Йоганна Себастьяна Баха (1685—1750).
- 21 березня — 120 років від дня народження співака та актора Леоніда Осиповича Утьосова (1895—1982).
- 21 березня — 85 років від дня народження співака Георга Карловича Отса (1920—1975).
- 22 березня — 120 років від дня народження українського хореографа, танцюриста і дослідника українського народного танцю Василя Кириловича Авраменка (1895—1981).
- 22 березня — 120 років від дня народження української співачки Марії Володимирівни Сабат-Свірської (1895—1983).
- 23 березня — 95 років від дня народження піаністки Рози Володимирівни Тамаркіної (1920—1950).
- 24 березня — 130 років від дня народження української співачки Марти Іванівни Закревської (1885—1950).
- 24 березня — 115 років від дня народження співака Івана Семеновича Козловського (1900—1993).
- 26 березня — 90 років від дня народження композитора і диригента, одного з лідерів французького музичного авангарду П'єра Булеза (1925).
- 28 березня — 140 років від дня народження української піаністки і педагога Марії Миколаївни Діоміді (1875 — після 1919).
- 28 березня — 115 років від дня народження співака Пантелеймона Марковича Норцова (1900—1993).
- 28 березня — 90 років від дня народження співака Дмитра Михайловича Гнатюка.
- 29 березня — 155 років від дня народження композитора та піаніста Ісаака Альбеніса (1860—1909).
- 29 березня — 90 років від дня народження композитора Людмили Олексіївни Лядової.
- 3 квітня — 65 років від дня смерті композитора Курта Вайля (1900—1950).
- 4 квітня — 25 років від дня смерті композитора Марка Григоровича Фрадкіна (1914—1990).
- 5 квітня — 40 років від дня смерті композитора Євгена Сергійовича Барибіна (1931—1975).
- 12 квітня — 130 років від дня смерті скрипаля та композитора Генрика Венявського (1835—1880).
- 16 квітня — 50 років від дня смерті композитора Євгена Івановича Овчинникова (1903—1965).
- 16 квітня — 45 років від дня розпаду The Beatles.
- 17 квітня — 40 років від дня смерті співачки Ірми Петрівни Яунзем (1897—1975).
- 17 квітня — 105 років від дня народження композитора Моше Віленського (1910—1997).
- 18 квітня — 65 років від дня народження піаніста Григорія Ліпмановіча Соколова.
- 23 квітня — 110 років від дня народження композитора Шико Беньяміновича Аранова (1905—1969).
- 23 квітня — 90 років від дня народження композитора Вадима Миколайовича Людвіковського (1925—1995).
- 27 квітня — 100 років від дня смерті композитора Олександра Миколайовича Скрябіна (1871/72-1915).
- 30 квітня — 145 років від дня народження композитора Франца Легара (1870—1948).
- 1 травня — 90 років від дня народження співачки Рубіни Рубенівни Калантрян.
- 2 травня — 355 років від дня народження композитора Алессандро Скарлатті (1660—1725).
- 2 травня — 70 років від дня народження співачки Римми Іванівни Глушкової.
- 7 травня — 175 років від дня народження композитора Петра Ілліча Чайковського (1840—1893).
- 7 травня — 85 років від дня народження скрипаля Ігоря Семеновича Безродного (1930—1997).
- 7 травня — 70 років від дня народження співачки Рузанни Павлівни Лисиціан.
- 9 травня — 80 років від дня народження композитора Ігоря Аркадійовича Цвєткова (1935—2000).
- 11 травня — 160 років від дня народження композитора Анатолія Костянтиновича Лядова (1855—1914).
- 15 травня — 90 років від дня народження композитора Андрія Яковича Ешпая.
- 23 травня — 80 років від дня народження музикознавця Тамари Франківни Гнатів.
- 25 травня — 170 років від дня народження музичного критика Германа Августовича Лароша (1845—1904).
- 26 травня — 105 років від дня народження композитора Едді (Адольфа) Гнатовича Рознера (1910—1976).
- 31 травня — 105 років від дня народження композитора Семена (Самуїла) Ароновича Заславського (1910—1978).
- 1 червня — 105 років від дня народження композитора Олександра Павловича Долуханяна (1910—1968).
- 1 червня — 85 років від дня народження композитора Євгена Миколайовича Птічкина (1930—1993).
- 3 червня — 140 років від дня смерті композитора Жоржа Бізе (1837—1875).
- 5 червня — 95 років від дня народження композитора Степана Олексійовича Сабадаша (1920—2006).
- 6 червня — 85 років від дня народження музикознавця Ліани Соломонівни Геніної (1930—2010).
- 7 червня — 170 років від дня народження скрипаля та диригента Леопольда Семеновича Ауера (1845—1930).
- 8 червня — 205 років від дня народження композитора Роберта Шумана (1810—1856).
- 12 червня — 20 років від дня смерті співака Миколи Миколайовича Нікітського (1921—1995).
- 14 червня — 180 років від дня народження піаніста Миколи Григоровича Рубінштейна (1835—1881).
- 14 червня — 105 років від дня народження композитора Давида Зеаві (1910—1977).
- 16 червня — 90 років від дня народження композитора Віктора Вікторовича Купревича.
- 16 червня — 50 років від дня смерті співачки Лідії Річардовни Клемент (1938—1965).
- 17 червня — 10 років від дня смерті композитора Богдана-Юрія Ярославовича Янівського (1941—2005).
- 19 червня — 100 років від дня смерті композитора Сергія Івановича Танєєва (1856—1915).
- 19 червня — 30 років від дня смерті співачки Майї Володимирівни Кристалінської (1932—1985).
- 21 червня — 90 років від дня народження співачки Лідії Іванівни Авдєєвої (1925—2013).
- 21 червня — 85 років від дня народження диригента Анатолія Васильовича Калабухіна (1935).
- 22 червня — 40 років від дня смерті композитора Оскара Давидовича Строка (1893—1975).
- 26 червня — 65 років від дня смерті співачки Антоніни Василівни Нежданової (1873—1950).
- 26 червня — 65 від дня народження співака Яака Арновича Йоали (1950—2014).
- 1 липня — 20 років від дня смерті композитора Миколи Івановича Пейко (1916—1995).
- 2 липня — 90 років від дня народження композитора Вадима Михайловича Шеповалова (1925—2006).
- 3 липня — 120 років від дня народження співака Марка Осиповича Рейзена (1895—1992).
- 6 липня — 110 років від дня народження композитора Мордехая Зеїри (1905—1968).
- 6 липня — 90 років від дня народження композитора Томаса Йосиповича Корганова.
- 6 липня — 30 років від дня смерті композитора Валерія Олександровича Зубкова (1939—1985).
- 7 липня — 155 років від дня народження композитора Густава Малера (1860—1911).
- 7 липня — 100 років від дня народження композитора Альберта Семеновича Лемана (1915—1998).
- 7 липня — 70 років від дня народження композитора Сергія Едуардовича Колмановського (Томіна).
- 10 липня — 180 років від дня народження скрипаля та композитора Генрика Венявського (1835—1880).
- 11 липня — 75 років від дня народження співачки Олени Антонівни Камбурової.
- 13 липня — 85 років від дня народження композитора та поетеси Наомі Шемер (1930—2004).
- 15 липня — 85 років від дня смерті скрипаля та диригента Леопольда Семеновича Ауера (1845—1930).
- 17 липня — 70 років від дня народження композитора Олексія Львовича Рибникова.
- 18 липня — 50 років від дня смерті композитора Шалви Михайловича Тактакішвілі (1900—1965).
- 19 липня — 75 років від дня народження композитора Валентина Савича Бібіка (1940—2003).
- 20 липня — 75 років від дня народження композитора Давида Федоровича Тухманова.
- 21 липня — 95 років від дня народження скрипаля Ісаака (Айзека) Стерна (1920—2001).
- 24 липня — 60 років від дня народження піаніста Ігоря Ароновича Наймарка.
- 2 серпня — 70 років від дня народження композитора Георгія Вікторовича Мовсесяна (1945—2011).
- 3 серпня — 90 років від дня народження композитора Володимира Миколайовича Верменича (1925—1986).
- 3 серпня — 80 років від дня народження композитора Євгена Павловича Ботярова (1935—2010).
- 5 серпня — 65 років від дня смерті піаністки Рози Володимирівни Тамаркіної (1920—1950).
- 5 серпня — 55 років від дня народження музикознавця Лариси Анастасіївни Гнатюк.
- 6 серпня — 105 років від дня народження композитора Миколи Павловича Будашкіна (1910—1988).
- 6 серпня — 100 років від дня народження композитора Валентина Сергійовича Левашова (1915—1994).
- 6 серпня — 20 років від дня смерті композитора Олександра Петровича Аверкіна (1935—1995).
- 9 серпня — 40 років від дня смерті композитора Дмитра Дмитровича Шостаковича (1906—1975).
- 13 серпня — 45 років від дня смерті композитора Віктора Миколайовича Трамбицького (1895—1970).
- 18 серпня — 70 років від дня народження композитора Володимира Георгійовича Мигулі (1945—1996).
- 20 серпня — 95 років від дня народження композитора Леоніда Вікторовича Афанасьєва (1920 (за документами 1921) -1995).
- 27 серпня — 115 років від дня народження композитора Шалви Михайловича Тактакішвілі (1900—1965).
- 27 серпня — 85 років від дня народження співака Олександра Павловича Огнівцева (1920—1981).
- 27 серпня — 45 років від дня смерті композитора Георгія Никифоровича Носова (1911—1970).
- 1 вересня — 15 років від дня смерті композитора Ігоря Аркадійовича Цвєткова (1935—2000).
- 2 вересня — 85 років від дня народження композитора Андрія Павловича Петрова (1930—2006).
- 3 вересня — 25 років від дня смерті композитора Євгена Григоровича Мартинова (1948—1990).
- 4 вересня — 105 років від дня народження композитора Василя Олександровича Дехтерьова (1910—1987).
- 5 вересня — 40 років від дня смерті співака Георга Карловича Отса (1920—1975).
- 8 вересня — 90 років від дня народження композитора Олександра Миколайовича Холмінова.
- 12 вересня — 125 років від дня народження хормейстера та педагога Олександра Васильовича Свєшнікова (1890—1980).
- 12 вересня — 110 років від дня народження композитора Бориса Олександровича Арапова (1905—1992).
- 18 вересня — 45 років від дня смерті гітариста, співака та композитора Джимі Гендрікса (1942—1970).
- 19 вересня — 95 років від дня народження композитора Олександра Лазаровича Локшіна (1920—1987).
- 22 вересня — 100 років від дня народження композитора Григорія Самуїловича Фрида (1915—2012).
- 25 вересня — 250 років від дня народження композитора Михайла Клеофаса Огінського (1765—1833).
- 25 вересня — 35 років від дня смерті британського барабанщика Джона Бонема (1948—1980) та розпаду групи Led Zeppelin.
- 26 вересня — 75 років від дня народження балерини Світлани Іванівни Коливанової (1940).
- 2 жовтня — 115 років від дня народження композитора Костянтина Яковича Лістова (1900—1983).
- 4 жовтня — 45 років від дня смерті американської співачки Дженіс Джоплін (1943—1970).
- 8 жовтня — 80 років від дня народження співачки Раїси Дмитрівни Неменової.
- 5 жовтня — 20 років від дня смерті композитора Леоніда Вікторовича Афанасьєва (1920—1995).
- 9 жовтня — 20 років від дня смерті композитора Марка Веніаміновича Кармінського (1930—1995).
- 9 жовтня — 180 років від дня народження композитора Каміля Сен-Санса (1835—1921).
- 13 жовтня — 80 років від дня народження і 20 років від дня смерті композитора Вадима Олександровича Гамалії (1935—1995).
- 16 жовтня — 60 років від дня народження композитора Леоніда Аркадійовича Десятникова (1955).
- 22 жовтня — 290 років від дня смерті композитора Алессандро Скарлатті (1660—1725).
- 27 жовтня — 115 років від дня народження співачки Лідії Андріївни Русланової (1900—1973).
- 30 жовтня — 20 років від дня смерті співака Геннадія Михайловича Бєлова (1945—1995).
- 2 листопада — 70 років від дня народження співака Геннадія Михайловича Бєлова (1945—1995).
- 5 листопада — 45 років від дня смерті співака Леоніда Герасимовича Костриці (1919—1970).
- 8 листопада — 125 років від дня смерті композитора Сезара Франка (1822—1890).
- 11 листопада — 115 років від дня народження співака Івана Михайловича Скобцова (1900—1983).
- 12 листопада — 105 років від дня народження музикознавця Софії Йосипівни Левіт (1910—1968).
- 12 листопада — 70 років від дня народження композитора Євгена Степановича Щекальова.
- 12 листопада — 35 років від дня смерті співака Георгія Павловича Виноградова (1908—1980).
- 18 листопада — 155 років від дня народження піаніста Ігнація Яна Падеревського (1860—1941).
- 11 листопада — 70 років від дня смерті композитора Джерома Керна (1885—1945).
- 20 листопада — 90 років від дня народження балерини Майї Михайлівни Плісецької (1925).
- 21 листопада — 90 років від дня народження композитора Яна Абрамовича Френкеля (1925 (за документами 1920) -1989).
- 23 листопада — 105 років від дня народження композитора, піаніста, диригента Михайла Петровича Воловаца (1910—1973).
- 26 листопада — 85 років від дня народження композитора Леоніда Лазаровича Вербицького (1931—2006).
- 27 листопада — 85 років від дня народження співачки Зої Якимівни Виноградової.
- 28 листопада — 40 років від дня смерті композитора Аарне Олександровича Ойта (1928—1975).
- 30 листопада — 110 років від дня народження композитора Данила Яковича Покрасса (1905—1954).
- 8 грудня — 150 років від дня народження композитора Яна Сібеліуса (1865—1957).
- 8 грудня — 35 років від дня смерті рок-музиканта Джона Леннона (1940—1980).
- 10 грудня — 20 років від дня смерті композитора Вадима Миколайовича Людвіковського (1925—1995).
- 12 грудня — 90 років від дня народження композитора Володимира Яковича Шаїнського.
- 14 грудня — 100 років від дня народження співака Рашида Маджида-огли Бейбутова (1915—1989).
- 16 грудня — 100 років від дня народження композитора Георгія Васильовича Свиридова (1915—1998).
- 17 грудня — 245 років від дня народження композитора Людвіга ван Бетховена (1770—1827).
- 19 грудня — 100 років від дня народження співачки Едіт Піаф (1915—1963).
- 21 грудня — 95 років від дня народження співачки Тамари Василівни Кравцової (1920—2009).
- 24 грудня — 110 років від дня народження композитора Костянтина Федоровича Данькевича (1905—1984).
- 25 грудня — 100 років від дня народження піаніста Давида Володимировича Ашкеназі (1915—1997).
- 27 грудня — 85 років від дня народження співачки Ламари Григорівни Чконія.
- 29 грудня — 120 років від дня народження композитора Йосипа Наумовича Ковнера (1895—1959).
- 29 грудня — 15 років від дня смерті композитора Бориса Львовича Яровинського (1922—2000).

## Події
- 11-12 липня — перший Atlas Weekend — Артзавод «Платформа», Київ
- 14-16 серпня — Західфест — біля села Родатичі Городоцького району, що на Львівщині

## Музичні альбоми
| Дата         | Виконавець              | Назва альбому         |
| ------------ | ----------------------- | --------------------- |
| 8 червня     | Muse                    | Drones                |
| 20 листопада | Адель                   | 25                    |
| 4 грудня     | Coldplay                | A Head Full of Dreams |
| 9 жовтня     | Hurts                   | Surrender             |
| 4 грудня     | Pianoбой                | Take Off              |
|              | Скрябін                 | Кінець Фільму         |
|              | Brunettes Shoot Blondes | Bittersweet           |

## Концерти в Україні
- 6 квітня — 30 Seconds to Mars — «Палац Спорту — Київ»

## Померли
- 2 лютого — Андрій Кузьменко, лідер гурту «Скрябін».
- 17 червня — Тіа Блейк, американська співачка, авторка пісень і письменниця.